# Liste der Bodendenkmale in Schwesing
In der Liste der Bodendenkmale in Schwesing sind die Bodendenkmale der Gemeinde Schwesing nach dem Stand der Bodendenkmalliste des Archäologischen Landesamts Schleswig-Holstein von 2016 aufgelistet. Die Baudenkmale sind in der Liste der Kulturdenkmale in Schwesing aufgeführt.
| Denkmal-ID           | Befundart           | Bezeichnung                                  | Zeitstellung                 | Lage | Bemerkungen | Bild |
| -------------------- | ------------------- | -------------------------------------------- | ---------------------------- | ---- | ----------- | ---- |
| aKD-ALSH-Nr. 001 563 | Grabmal > Grabhügel | Grabhügel                                    | Vor- und/oder Frühgeschichte |      |             |      |
| aKD-ALSH-Nr. 001 564 | Grabmal > Grabhügel | Grabhügel                                    | Vor- und/oder Frühgeschichte |      |             |      |
| aKD-ALSH-Nr. 001 565 | Grabmal > Grabhügel | Grabhügel                                    | Vor- und/oder Frühgeschichte |      |             |      |
| aKD-ALSH-Nr. 001 566 | Grabmal > Grabhügel | Grabhügel                                    | Vor- und/oder Frühgeschichte |      |             |      |
| aKD-ALSH-Nr. 001 567 | Grabmal > Grabhügel | Grabhügel                                    | Vor- und/oder Frühgeschichte |      |             |      |
| aKD-ALSH-Nr. 001 568 | Grabmal > Grabhügel | Grabhügel                                    | Vor- und/oder Frühgeschichte |      |             |      |
| aKD-ALSH-Nr. 001 569 | Grabmal > Grabhügel | Grabhügel                                    | Vor- und/oder Frühgeschichte |      |             |      |
| aKD-ALSH-Nr. 001 570 | Grabmal > Grabhügel | Grabhügel                                    | Vor- und/oder Frühgeschichte |      |             |      |
| aKD-ALSH-Nr. 001 571 | Grabmal > Grabhügel | Grabhügel                                    | Vor- und/oder Frühgeschichte |      |             |      |
| aKD-ALSH-Nr. 001 572 | Grabmal > Grabhügel | Grabhügel                                    | Vor- und/oder Frühgeschichte |      |             |      |
| aKD-ALSH-Nr. 001 573 | Grabmal > Grabhügel | Grabhügel                                    | Vor- und/oder Frühgeschichte |      |             |      |
| aKD-ALSH-Nr. 001 574 | Grabmal > Grabhügel | Grabhügel                                    | Vor- und/oder Frühgeschichte |      |             |      |
| aKD-ALSH-Nr. 001 575 | Grabmal > Grabhügel | Grabhügel                                    | Vor- und/oder Frühgeschichte |      |             |      |
| aKD-ALSH-Nr. 001 576 | Grabmal > Grabhügel | Grabhügel                                    | Vor- und/oder Frühgeschichte |      |             |      |
| aKD-ALSH-Nr. 001 577 | Grabmal > Grabhügel | Grabhügel                                    | Vor- und/oder Frühgeschichte |      |             |      |
| aKD-ALSH-Nr. 001 578 | Grabmal > Grabhügel | Grabhügel                                    | Vor- und/oder Frühgeschichte |      |             |      |
| aKD-ALSH-Nr. 001 579 | Altweg, Hafen       | Weg/Furt/Wasserstraße/Hafen                  | Vor- und Frühgeschichte      |      |             |      |
| aKD-ALSH-Nr. 001 581 | Altweg              | Weg/Furt/Wasserstraße/Hafen „Ole Landstraat“ | Vor- und Frühgeschichte      |      |             |      |
| aKD-ALSH-Nr. 001 582 | Befestigung > Burg  | Burg/Motte/Ringwall/Turmhügel „Süderholz“    | Mittelalter                  |      |             |      |